# Церква Фредеріка
Це́рква Фредері́ка (дан. Frederiks Kirke), відома як Мармуро́ва це́рква (дан. Marmorkirken) — церква в Копенгагені, Данія. Розташована поруч з палацом Амалієнборг.
Мармурова церква була спроєктована архітектором Нільсом Ейгтведом у 1740 році разом з Фредеріксстаденом (з дан. Frederiksstaden — Місто Фредеріка) — новим районом Копенгагена, зведення якого за задумом короля Фредеріка V мало відзначити 300-річчя перебування Ольденбурзької династії на данському троні. Перший камінь у фундамент церкви заклав Фредерік V в 1749 році, проте через численні скорочення бюджету будівництво сповільнилося. Монументальна церква залишилася недобудованою і стояла, як руїни, протягом майже 150 років. Вона була завершена і відкрита в 1894 році за фінансової підтримки промисловця Карла Фредеріка Тьєтгена.